# Gomm
Gomm est un groupe de rock français, originaire de Lille, dans le Nord. Formé en 1998, il est principalement influencé par le punk rock, mais qui incorpore également des éléments post-punk, noise rock et krautrock à sa musique.

## Biographie
Gomm est formé en 1998 à Lille, et commence sa carrière en écumant les bars de la région Nord-Pas-de-Calais. Le groupe fait sa première apparition d’envergure aux Transmusicales de Rennes en 2001. Groupe dont la musique prend toute son ampleur sur scène, sa personnalité marquée par des guitares saturées, des nappes de synthétiseur et l’alternance de chant masculin et féminin ne tarde par à le faire sortir du lot. Le nom du groupe est composé des initiales des prénoms de ses membres : Guillaume, Olivier, Marie et Mathieu.
En 2004, le groupe sort son premier album, Destroyed to Perfection,. Gomm enchaîne les festivals et les premières parties. Un passage remarqué au Printemps de Bourges 2004 leur permet de remporter le prix de la Sacem et le prix « Attention talent disque ». En juillet de la même année, le groupe joue à Arras devant 17 000 personnes en première partie de Placebo et s’assure un soutien en la personne de Brian Molko. En 2005, ils jouent aux Solidays.
Depuis, Gomm sort son deuxième et dernier album , intitulé4, en 2007,. En 2009, d'un commun accord, les quatre membres mettent un terme à leur collaboration.

## Membres
- Guillaume — guitare, basse, claviers
- Olivier — percussions, chant
- Marie — claviers, chant
- Mathieu — guitare

## Discographie
- 2002 : 'Break Machine (EP)
- 2004 : Destroyed to Perfection
- 2007 : '4